# Atanazy I Gammolo
Atanazy I Gammolo (ur. ?, zm. 631) – w latach 595–631 41. syryjsko-prawosławny Patriarcha Antiochii.